# Werner Daum (Diplomat)

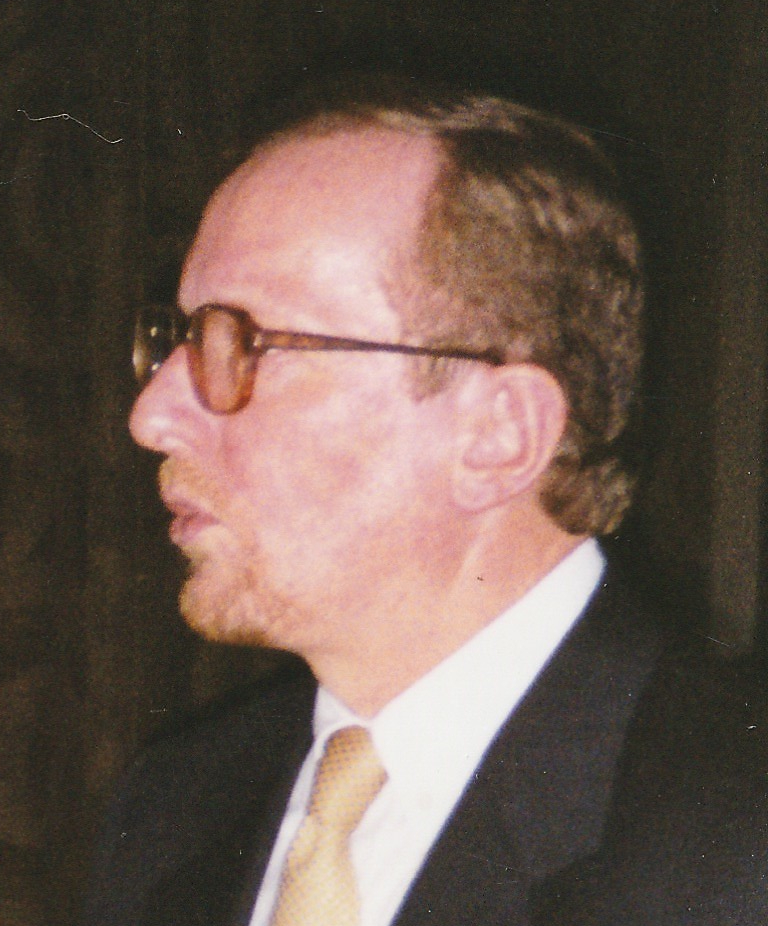
Werner Daum, 2000

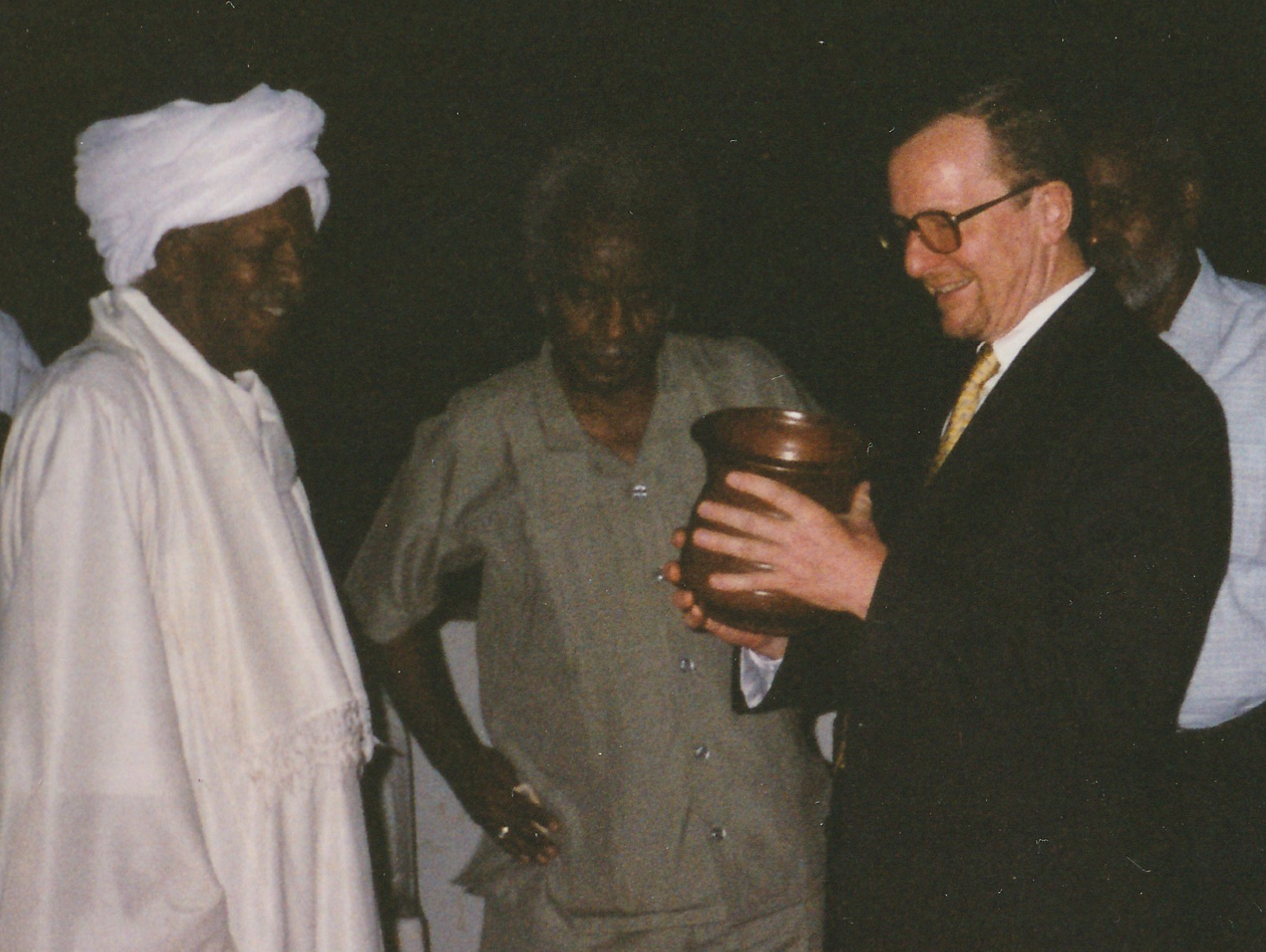
Bei einer Abschiedsfeier im Goethe-Institut Khartum, etwa im Jahr 2000

Werner Daum (* 14. Juli 1943 in Nürnberg; † 12. Juli 2025 in Kavaja, Albanien) war ein deutscher Diplomat, Jurist und Autor kunsthistorischer Publikationen zur Kulturgeschichte Albaniens, des Jemen und des Sudan.

## Leben und Wirken
Daum studierte unter anderem in Pisa, Beirut und an der American University in Kairo. Mit einer Arbeit über Die besondere Struktur des Einzelarbeitsverhältnisses im italienischen Recht promovierte er 1970 an der Goethe-Universität Frankfurt am Main in Rechtswissenschaft.
Als Angehöriger des Auswärtigen Dienstes der Bundesrepublik Deutschland war er jeweils drei Jahre in Sanaa (damals in der Jemenitischen Arabischen Republik, kurz Nordjemen) und Aden (Demokratische Volksrepublik Jemen bzw. Südjemen) tätig. Nach Aufnahme der diplomatischen Beziehungen zwischen der Bundesrepublik und der Sozialistischen Volksrepublik Albanien diente er 1988 als Gesandter-Botschaftsrat an der deutschen Botschaft Tirana.
Daum war in Abwesenheit des Botschafters Geschäftsträger, als im Juli 1990 die Botschaft von Albanern gestürmt wurde. Nach zehn Tagen hatten Tausende auf dem Botschaftsgelände Zuflucht gesucht. In der Nacht vom 12. auf den 13. Juli wurden die rund 5000 Flüchtlinge, die in den Botschaften Deutschlands, Italiens, Frankreichs und Griechenlands Zuflucht gesucht hatten, mit Bussen nach Durrës gebracht, wo sie mit Fährschiffen das Land verlassen konnten.
Von 1992 bis 1995 leitete Daum die Abteilung für Menschenrechte der Ständigen Vertretung der Bundesrepublik Deutschland bei den Vereinten Nationen in Genf. Danach war er von 1996 bis 2000 deutscher Botschafter im Sudan. Anschließend wirkte er als Fellow am Weatherhead Center for International Affairs der Harvard University. Als solcher veröffentlichte er einen kritischen Artikel über die Bombardierung bei einem US-amerikanischen Angriff auf die Asch-Schifa-Arzneimittelfabrik in Khartum im Jahr 1998.
Neben beziehungsweise nach seiner Tätigkeit als Diplomat in den Ländern seiner dienstlichen Tätigkeiten veröffentlichte er kunsthistorische Bücher und Aufsätze über die Kultur in Albanien, im Jemen und im Sudan.
Werner Daum starb im Alter von 82 Jahren; er wurde am 12. Juli 2025 ohne Lebenszeichen in seinem Hotelzimmer in Kavaja aufgefunden. Es wird vermutet, dass es sich um eine natürliche Todesursache handelte.

## Publikationen (Auswahl)
Kunstgeschichtliche Veröffentlichungen
- Ursemitische Religion. Kohlhammer Verlag, Stuttgart 1985. ISBN 3-17-008589-1.
- Die Königin von Saba: Kunst, Legende und Archäologie zwischen Morgenland und Abendland. Belser, Stuttgart 1988. ISBN 3-7630-1748-8.
- Märchen aus dem Jemen: Mythen und Märchen aus dem Reich von Saba, gesammelt, übersetzt und herausgegeben von Werner Daum. Diederichs, München 1992. ISBN 3-424-00763-3.
- Albanien zwischen Kreuz und Halbmond. Umschau Verlag, München 1998. ISBN 978-3-7016-2461-4 (Katalog zur Ausstellung im Staatlichen Museum für Völkerkunde).
- Im Land der Königin von Saba. Kunstschätze aus dem antiken Jemen. Katalog zur Ausstellung im Staatlichen Museum für Völkerkunde München. München 1999.
- mit Rashid Diab: Modern Art in Sudan. In: Peter G. Hopkins (Hrsg.): Kenana Handbook of Sudan. Routledge, New York 2009, S. 453–516, ISBN 0-7103-1160-5 (eingeschränkte Vorschau in der Google-Buchsuche).
- The Origins of Yemen’s Traditional Silver Jewellery. In: P.I. Pogorelsky, M.I. Vasilenko (eds.): Arabian Routes in the Asian Context. Peter the Great Museum of Anthropology and Ethnography (Kunstkamera) of the Russian Academy of Sciences, Sankt Petersburg 2016, S. 191–234.

Andere Veröffentlichungen
- Universalism and the West: An Agenda for Understanding, in: Harvard International Review. Vol. 23, Nr. 2, Sommer 2001, S. 19–23.
- Democracy, Human Rights and Secure Oil Supply, in: Weatherhead Center Fellows’ Papers. Cambridge 2001 (PDF).